# 1976年義大利大選

各選區選舉結果

1976年義大利大選在1976年6月20日舉行，選出義大利共和國第七屆議會成員。這次選舉是義大利將投票年齡下調至18歲後的首次選舉。天主教民主黨維持了其約38%的得票率，亦維持了其最大政黨的地位。義大利共產黨的得票率和議席數在這次選舉大幅增加。